# Fairfield (Ohio)
Fairfield is een plaats (city) in de Amerikaanse staat Ohio, en valt bestuurlijk gezien onder Butler County en Hamilton County.

## Demografie
Bij de volkstelling in 2000 werd het aantal inwoners vastgesteld op 42.097.
In 2006 is het aantal inwoners door het United States Census Bureau geschat op 42.248, een stijging van 151 (0.4%).

## Geografie
Volgens het United States Census Bureau beslaat de plaats een oppervlakte van
54,6 km², waarvan 54,4 km² land en 0,2 km² water.

## Plaatsen in de nabije omgeving
De onderstaande figuur toont nabijgelegen plaatsen in een straal van 8 km rond Fairfield.